# Tamașfalău, Covasna
Tamașfalău  (maghiară Székelytamásfalva) este un sat în comuna Zăbala din județul Covasna, Transilvania, România. Se află în partea de est a județului,  în Depresiunea Târgu Secuiesc.

## Clădiri istorice
- Castelul Thury-Bányai